# Stillahavshavskatt
Stillahavshavskatt (Anarhichas orientalis) är en nordlig medlem av havskattfamiljen som finns i det nordligaste Stilla havet.

## Utseende
Som alla havskatter är stillahavshavskatten långsträckt med ett stort huvud med kraftiga käkmuskler och stora tänder. Ryggfenan täcker nästan hela ryggen och består enbart av taggstrålar, 83 till 88 stycken, medan analfenan, som börjar ungefär mitt på kroppen, endast har mjukstrålar, mellan 53 och 54 stycken. Kroppsfärgen är mörkbrun med ljusare fläckar.Ungfiskarna har 3 till 5 mörka strimmor längs sidorna, och fläckar på huvudet. Arten kan bli upp till 115 cm lång och väga 15 kg.

## Vanor
Arten är en bottenlevande havsfisk som kan påträffas ner till 100 m. Vanligaste djupet är dock 10 till 70 m. Den föredrar klippbottnar, gärna med algväxtlighet, grus- eller sandbottnar. Under vintern lever den på djupare, isfritt vatten, men drar sig närmare kusten när klimatet blir varmare. Födan består av ryggradslösa djur med hårt skal som krabbor och musslor. Lektiden inträffar troligtvis under vår och sommar, men litet är känt om artens fortplantning.

## Utbredning
Stillahavshavskatten finns i norra Stilla havet från Hokkaido i Japan och Ochotska havet till Berings hav. Den har också påträffats lokalt i arktiska Kanada. 